# Château d'Arthel
Le  château d'Arthel, est un château du  XVIe siècle entièrement remanié au XVIIIe siècle construit sur un ancien  château-fort, situé au bourg d'Arthel, à proximité de l'église, sur un promontoire rocheux. Dans le département de la Nièvre, arrondissement de Cosne-Cours-sur-Loire, canton de Prémery. Sur la RD 140. Propriété privée visite sur rendez-vous.
Il est souvent dit à tort Château d'Apremont  car un de ses propriétaires possédait également ce château.

## Historique
En 1722, François Guynet, conseiller d'État, fit élever cette construction sur l'emplacement d'un château fort en ruines.
Cette antique demeure qui était la propriété des évêques de Nevers ainsi que le château de la Motte. passa à une famille qui prit le nom du fief : d'Arthel, dans le courant du XIIIe siècle. Puis en 1378 devient la propriété de Guillaume de Lamoignon, officier de l'Hôtel du comte de Nevers : Louis de Dampierre.
Dans la seconde moitié du XVe siècle, cette terre entre pour partie dans la Maison de Jean de Chabannes, comte de Dammartin, fils d'Antoine de Chabannes, capitaine des Écorcheurs et pour l'autre partie à Philibert de Boutillat, trésorier général de France.
Puis en 1584, le château est embelli par Imbert de Paris gentilhomme de l'Hôtel d'Henri III qui y fait construire les deux grosses tours de la façade Nord.
En 1722, le château est reconstruit par François Guynet, conseiller du roi. Les Fournier de Quincy qui en font l'acquisition en 1754 l'agrandirent au cours du XIXe siècle en y faisant construire un pavillon carré sur chacun des côtés Est et Ouest.
Ce château construit à proximité de l'église ne possédait pas de chapelle. Celle-ci se trouvait dans l'église paroissiale et en 1875 lors de la construction de la nouvelle église, celle-ci disparut.

## Architecture
On entre au sud dans la propriété par un porche en fer forgé surmonté des armes et de la couronne du marquis d'Arthel, donnant accès à la cour intérieure. Le château est entouré d'un carré de douves sèches au sud.

### Tour d'angle Nord-Ouest
Les deux grosses tours de la façade Nord datent de 1584. Elles sont coiffées d'un toit surmonté d'un lanternon octogonal dit à l'impériale. Elles comportent de larges fenêtres avec chaînages à bossages chanfreinés.
Cette tour comprend au rez-de-chaussée une chambre salon avec son décor du XVIIIe siècle, au premier étage chambre avec également son décor du XVIIIe siècle. Cet ensemble est classé aux Monuments Historiques par décret du 28 décembre 1984. 

### Corps de logis central
Plus élevé que les ailes, dont le toit à deux pentes est surmonté d'une lanterne octogonale à essantage d'ardoises et toit à l'impériale dont le comble est rompu par des œils de bœuf à ailerons.
Au rez-de-chaussée, une chambre avec cheminée et alcôve datant du XVIIIe siècle, ainsi qu'au premier étage une autre chambre avec cheminée et alcôve également du XVIIIe siècle sont Classés aux Monuments Historiques par décret du 28 décembre 1984.Les toitures et façades de ce pavillon, le salon et son décor du XIXe siècle, la salle à manger et son décor de la même époque sont eux inscrits aux Monuments Historiques par décret du 28 décembre 1984 (Cadastre A.885). Les portes-fenêtres des façades sont moulurées et surmontées d'une corniche. Celle du Nord donne sur un perron de l'escalier en fer à cheval surplombant deux terrasses successives
Les larges fenêtres dont les chaînages sont à bossages chanfreinés.

### Ailes
Les deux ailes rectangulaires avancent légèrement et sont flanquées de deux tours rondes sur la face Nord. Couvertes d'un toit brisé et les pavillons carrés d'un toit à quatre pentes. Les combles de ces pavillons comportent de hautes lucarnes à fronton triangulaire. Les larges fenêtres comportent des chaînages à bossages chanfreinés.

### Colombier
Nombreux boulins (non comptés). Il date de 1742.

### Parc, jardins
Le parc et les jardins sont du XVIIIe siècle et sont clos de murs. Au Nord, cinq terrasses se succèdent dont l'une garnie d'un labyrinthe de buis taillés. Les quatre allées de tilleuls sont de 1700-1710. La propriété possède un jardin potager et des pelouses à la française. Cet ensemble avec les douves sèches, les portails et la grille d'entrée, ainsi que les communs, l'ancienne orangerie, la lingerie, le hangar et le mur de clôture du parc sont inscrits aux Monuments Historiques par décret du 9 décembre 1994

## Seigneurs
- 884  - les évêques de Nevers
- 1200 - Maison d'Arthel
- 1378 - Guillaume de Lamoignon[3]
- 1450 - Jean de Chabannes, comte de Dammartin frère d'Antoine de Chabannes, capitaine des Écorcheurs
- 1473 - Philibert de Boutillat, trésorier général de France par la grâce de son Roi Louis XI
- 1584 - Imbert de Paris propriétaire de la motte (d'Arthel moins certain)
- 1722 - François Guynet
- Catherine de Beaune
- 1754-1793 - Pierre François Fournier de Quincy

## Armoiries
- Évêque de Nevers : Armorial des évêques de Nevers
- Maison d'Arthel :
- de Lamoignon : "Losangé d'argent et de sable, au franc-quartier d'hermine"
- de Chabannes : (branche des comtes de Dammartin) : " Ecartelé au 1 et 4 de gueules au lion d'hermine, armé, couronné et lampassé d'or, et au 2 et 3 fascé d'argent et d'azur à la bordure de gueules; sur le tout d'or à trois pal de vair, au chef d'or chargé de quatre merlettes de gueules, écartelé d'argent à quatre pals de sinople." [4].
  - Devise : « Je ne le cède à nul autre »  "Non Palma Sine Pulvere" (il n'est de gloire impérissable)
- de Boutillat : "D'argent à trois fûts de gueules"
- Fournier de Quincy : "D'azur au chevron d'argent"
- de Brondeau : "En tout temps, en tout l'an"

## Propriétaires depuis la Révolution
- 1793-1806 - Pierre Marie Camille Fournier de Quincy, marquis d'Arthel
- 1806-1874 - Gustave Fournier de Quincy, marquis d'Arthel
- 1874-1936 - Marie de Léautaud, († 1936), (épouse du Vicomte Arthur de Léautaud † 1920), lègue à son neveu du côté paternel le château d'Arthel
- 1936-1948 - Louis, comte de Brondeau
- 1948-1996 - Jean, comte de Brondeau
- 1996 - Guillaume, comte de Brondeau